# Alberto Lomnitz
Alberto Lomnitz (Santiago de Chile, 17 de octubre de 1959) es un director de teatro, actor y productor mexicano.

## Biografía
Nació en Santiago de Chile en 1959. Es hijo de Cinna Lomnitz y hermano del escritor y profesor Claudio Lomnitz. También tiene una hermana llamada Tania. Se mudó a la Ciudad de México y obtuvo la nacionalidad mexicana a sus diez años. Realizó sus estudios profesionales en la UNAM, el T. Schreiber Studio de Nueva York y la Universidad de Illinois en Chicago, obteniendo de esta última un título de maestría en comunicación y teatro.
Desde muy temprano, ha empezado a trabajar en las artes escénicas y ha compuesto varias obras de teatro. Su carrera se centra más en el teatro, ya que ha producido y actuado en estas. Lomnitz ha tomado diversos papeles al componer obras, como dramaturgo, director escénico, actor, escenógrafo, diseñador de vestuario y máscara, pedagogo, promotor y juez en improvisación. 
Dos de sus producciones teatrales en dirección de escena, han estado incluidas “Verónica en portada” (2008) y “El funcionario bueno” (2011). Otras obras destacadas son “Roma al final de la vía” de Daniel Serrano; “Idiotas contemplando la nieve” de Alejandro Ricaño; “Inmigrantes con habilidades extraordinarias” de Saviana Stanescu y “Prendida de las lámparas” de Elena Guiochins. También ha sido colaborador en la exitosa obra de teatro “El hombre de la mancha” que sigue vigente en México.
Fue director de la Compañía Nacional de Teatro (1998-2000) y actualmente es director artístico en la Compañía de Teatro de la Universidad Veracruzana. Además fue fundador de la reconocida compañía mexicana de teatro de sordos, "Seña y Verbo". Fue director de Argos Teatro de 2001 al 2002. También fue miembro fundador de la Liga Mexicana de Improvisación.
Como dramaturgo, recibió con su hermano Claudio el Premio Nacional de Dramaturgia UAM-UdeG 2009 con el drama histórico El Verdadero Bulnes, que se estrenó en el Teatro Casa de la Paz, bajo la dirección de José Caballero. A lo largo de su carrera, también ha obtenido varios premios y reconocimientos debido a su extensa trayectoria en el teatro.

## Trayectoria

### En el teatro
- Inmigrantes con habilidades extraordinarias - Dirección de escena.
- Prendida de las lámparas - Dirección de escena.
- Inmolación - Dirección de escena.
- El rey que no oía, pero escuchaba - Dirección de escena.
- ¡¿Quién te entiende?! - Dirección de escena y producción.
- Noche de reyes - Dirección de escena.
- El hombre de la mancha - Dirección y producción.
- Idiotas contemplando la nieve - Dirección de escena.
- La visita de la vieja dama - Dirección de escena.
- Rosalba y los Llaveros - Dirección de escena.
- La máquina de Esquilo - Dirección de escena.
- Roma al final de la vía - Dirección de escena.[3]
- El efecto de los rayos gamma - Dirección de escena.
- Civilización - Dirección de escena.
- El origen de las especies - Dirección de escena.
- La vuelta al mundo en 80 días - Dirección de escena.
- El rey que no oía, pero escuchaba - Producción (autoría) y dirección de escena.
- El Verdadero Bulnes - Dramaturgo.
- Ecos y sombras - Producción (Autoría).
- La fogata Palibantinú - Producción (Autoría).
- El Misterio del circo donde nadie oyó nada - Producción (Autoría).
- El rey pequeño - Producción (Autoría).
- Mirando Miranda - Producción (Autoría).

, entre otras. 
Radioteatro
- Pájaros en el alambre - Dirección.

### En la actuación
- Pacto de silencio (2023) como Javier - Serie web.[4]
- Un día para vivir (2022) como Gregorio - Unitario.[5]
- El repatriado (2022) como Roberto - Serie.[6]
- Todo va a estar bien (2021) como Don Manuel[7]
- Vencer el pasado (2021) como Arturo Álvarez - Telenovela.
- La candidata (2017) como Franco - Telenovela.
- Gloria (2014) como un Doctor - Película.
- Camelia la Texana (2014) como Edward Wilson - Telenovela.
- Viento aparte (2014) como Joaquín - Película.
- Sucesos distantes (1996) como Asistente - Película.
- Forever (1996) como Roberto Guzmán - Telenovela.
- Lobo feroz (1990) como Pedro - Cortometraje.
- Hora Marcada (1990) como Vampiro (ep: "Los acechantes") - Serie de TV.
- La secta del sargon (1990) - Película.